# 33-тя піхотна дивізія (США)
33-тя піхотна дивізія (США) (англ. 33rd Infantry Division (United States) — військове з'єднання, дивізія армії США. Дивізія брала участь у бойових діях Першої та Другої світових війн.

## Історія з'єднання
33-тя піхотна дивізія була активована у зв'язку зі вступом США до Першої світової війни 17 липня 1917 року в Кемп-Логан в Іллінойсі. Після завершення формування та повного курсу підготовки дивізію перекинули до Європи, у червні 1918 року вона прибула до Франції. Дивізія увійшла до складу Американських експедиційних сил і взяла участь у боях на Західному фронті у Франції. По прибуттю її негайно відправили на посилену допідготовку для ознайомлення з тактикою дії у траншейній війні. Але через початок німецького Весняного наступу підготовка була припинена і 33-тю дивізію терміново перевели до бойового складу і включили до резерву на напряму німецького прориву.
Американські дивізія не вступала в бій, оскільки французи та британці влаштували багатошарові оборонні рубежі на цьому напряму і в ході оборонних боїв німці були зупинені. Потім 33-тя дивізія була переведена до відносно спокійного сектору Ам'єн і Вердун. У вересні 1918 року дивізія брала участь у великому Мез-Аргоннському наступі.
У 1923 році 33-тя дивізія була вдруге активована як дивізія Національної гвардії штату Іллінойс. У 20-30-х роках 33-тя дивізія перебувала у штаті Іллінойс та допомагала його жителям під час Великої депресії.
5 березня 1941 року 33-тя піхотна дивізія була мобілізована у відповідь на надзвичайний стан, оголошений президентом Рузвельтом. Дивізія була переведена в Кемп Форрест, штат Теннессі, для підготовки та прийняття новобранців, і на початку 1942 року дивізія була переведена в Каліфорнію для навчання в умовах пустелі. Після завершення процесу підготовки дивізія вирушила на Гаваї для підготовки до ведення бойових дій у Тихому океані.
У вересні 1944 року 33-тя дивізія здобула перший досвід бойових дій під час боїв на острові Моротай між Новою Гвінеєю та Мінданао на Філіппінах. 2 полки 33-ї були додані на посилення до 31-ї піхотної дивізії для нападу на Моротай. Після кількох днів важких боїв острів був звільнений від японських окупантів, і союзні війська під командуванням генерала Дугласа МакАртура отримали кілька нових аеродромів, з яких вони могли відправляти бомбардувальники та винищувачі для прикриття запланованого вторгнення на Філіппіни. Наступною операцією для 33-ї дивізії стало вторгнення на філіппінський острів Лусон.
9 січня 1945 року ударне угруповання американської армії у кількості 5 дивізій, у тому числі 33-тя, висадилося десантом на берег у Лусоні, зустрінувши незначний опір японців. Протягом наступних трьох днів американці, що вторглися, просувалися на південь через рівнини Лусона до Маніли. Рейд до філіппінської столиці відбувався відносно легко, оскільки японський командувач вирішив не чинити серйозного опору на центральних рівнинах на південь від Лусона, замість цього використовуючи тактику невеликих нальотів, засідок та атак снайперами, намагаючись у такий спосіб уповільнити наступ американської армії. До червня 1945 року більшість японських осередків спротиву була ліквідована, і Лусон був оголошений звільненим від окупантів. Тут командир 33-ї дивізії отримав наказ готуватися до операції «Олімпік» — запланованому вторгненню союзних армій на Японські острови. За планом 33-тя піхотна дивізія увійшла до першої хвилі сил вторгнення, і за підрахунками операторів, що планували операцію 33-та дивізія зазнає від 80 до 90 % втрат. На щастя для американців, японці капітулювали після атомного бомбардування міст Хіросіма та Нагасакі.